# セドリック・バワーズ
セドリック・ジェローム・バワーズ（Cedrick Jerome Bowers , 1978年2月10日 - ）は、アメリカ合衆国フロリダ州出身のプロ野球選手（投手）。
横浜ベイスターズ時代はセドリック、東北楽天ゴールデンイーグルス時代はバワーズをそれぞれ登録名としていた。韓国球界時代の登録名は세드릭。

## 経歴
1996年のMLBドラフト4巡目でタンパベイ・デビルレイズに入団。
2004年シーズン途中にフロリダ・マーリンズ傘下AAA級アルバカーキから横浜ベイスターズへ移籍。入団時は山中正竹球団専務曰く「育成目的」での入団で、通訳無しで湘南の合宿所住まいだった（後述）。登録名は「セドリック」（2001年 - 2002年にシェーン・バワーズ投手が在籍していた為）。6月26日、対広島東洋カープ戦で初登板、2回無失点4奪三振のデビュー。7月17日、同じく広島戦で初先発登板、初完投、初勝利を挙げた。最終的には吉見祐治、スコット・マレンと共にチーム最多となる7勝を挙げ、途中入団ながらエース級の活躍だった。
2005年も7勝5敗の成績を挙げたが前年より四球が激増するなど不安定な投球内容だったためシーズン終了後に横浜を戦力外になり、東北楽天ゴールデンイーグルスへ移籍した。横浜では通算14勝を挙げたが、これは横浜の外国人投手ではギジェルモ・モスコーソの17勝に次いで歴代2位の記録である。
楽天時代の登録名は「バワーズ」で、2006年は岩隈久志・一場靖弘らとともに投手陣の柱として期待されたが、母親の看病のため帰国したため開幕一軍はならなかった。その後二軍で一軍昇格へ向け調整していたが、二軍の試合中に左肩を痛め、結局一軍に昇格することは無く9月中に球団から退団が発表された。野村克也監督は「バワーズは会ったことない。街で会っても分からんな。詐欺や」とのコメントを残している。
2007年1月2日、韓国プロ野球・KBOリーグのハンファ・イーグルスと契約して先発として活躍したが、不安定な投球内容が評価されず1年限りで退団した。登録名は横浜在籍時と同じ「セドリック」だった。
2008年はコロラド・ロッキーズとマイナー契約。開幕メジャー入りは出来なかったが、7月1日にメジャー初昇格。7月2日にメジャー初登板し1回1安打無失点という内容だった。
2009年はフィラデルフィア・フィリーズとマイナー契約。
2010年はオークランド・アスレチックスとメジャー契約したが、シーズン後、自由契約となった。

## プレースタイル・人物
しなやかなフォームから140km/h台中盤のストレートに加え、大きく曲がるカーブ、チェンジアップを持ち球としたが、四球が非常に多く、野手陣のリズムを乱すほど。
昨今で言う「育成契約」待遇でシーズン途中に入団したため、他の外国人選手とは異なり、球団の湘南合宿所に入所。通訳もおらず、若手とともに寮生活を始めた。セドリックは若手の部屋を訪れてはテレビゲームをするなど交流を図った。初年は活躍を見せたが、翌年は他の外国人選手と同等の待遇に引き上げられたが成績が落ち、その後移籍した楽天でもほとんど活躍できなかった。
彼の母親の名前はグロリアであり、本人の名前（セドリック）も相まって横浜入団直後には日産自動車と関連付けた報道がなされた。なお日産は当時の本社こそ東京都中央区銀座にあったが、神奈川県横浜市が発祥地・現本社所在地である。
横浜時代の2005年5月25日、対福岡ソフトバンクホークス戦でノックアウトされた際、監督の牛島和彦から次回の先発がラストチャンスになることを示唆された際にはそれに反発し、制限時速50キロメートルの道路標識を指さして「負けたら、あそこに寝転んで車にひかれて死んでもいい」と発言していた。

## 詳細情報

### 年度別投手成績
| 年 度    | 球 団    | 登 板 | 先 発 | 完 投 | 完 封 | 無 四 球 | 勝 利 | 敗 戦 | セ 丨 ブ | ホ 丨 ル ド | 勝 率 | 打 者 | 投 球 回 | 被 安 打 | 被 本 塁 打 | 与 四 球 | 敬 遠 | 与 死 球 | 奪 三 振 | 暴 投 | ボ 丨 ク | 失 点 | 自 責 点 | 防 御 率 | W H I P |
| -------- | -------- | ----- | ----- | ----- | ----- | -------- | ----- | ----- | -------- | ----------- | ----- | ----- | -------- | -------- | ----------- | -------- | ----- | -------- | -------- | ----- | -------- | ----- | -------- | -------- | ------- |
| 2004     | 横浜     | 20    | 16    | 1     | 0     | 1        | 7     | 4     | 0        | --          | .636  | 453   | 104.1    | 102      | 13          | 39       | 1     | 6        | 90       | 6     | 0        | 47    | 41       | 3.54     | 1.35    |
| 2005     | 横浜     | 18    | 17    | 2     | 0     | 0        | 7     | 5     | 0        | 0           | .583  | 492   | 112.2    | 104      | 14          | 66       | 1     | 4        | 96       | 4     | 0        | 57    | 48       | 3.83     | 1.51    |
| 2007     | ハンファ | 28    | 28    | 0     | 0     | 0        | 11    | 13    | 0        | 0           | .458  | 714   | 158.1    | 143      | 7           | 104      | 4     | 10       | 140      | 11    | 0        | 81    | 73       | 4.15     | 1.56    |
| 2008     | COL      | 5     | 0     | 0     | 0     | 0        | 0     | 0     | 0        | 0           | ----  | 33    | 6.2      | 11       | 2           | 5        | 0     | 1        | 5        | 1     | 0        | 10    | 10       | 13.50    | 2.40    |
| 2010     | OAK      | 14    | 0     | 0     | 0     | 0        | 0     | 1     | 0        | 0           | .000  | 62    | 14.0     | 12       | 4           | 6        | 1     | 1        | 18       | 0     | 0        | 9     | 7        | 4.50     | 1.29    |
| NPB：2年 | NPB：2年 | 38    | 33    | 3     | 0     | 1        | 14    | 9     | 0        | 0           | .609  | 945   | 217.0    | 206      | 27          | 105      | 2     | 10       | 186      | 10    | 0        | 104   | 89       | 3.69     | 1.43    |
| KBO：1年 | KBO：1年 | 28    | 28    | 0     | 0     | 0        | 11    | 13    | 0        | 0           | .458  | 714   | 158.1    | 143      | 7           | 104      | 4     | 10       | 140      | 11    | 0        | 81    | 73       | 4.15     | 1.56    |
| MLB：2年 | MLB：2年 | 19    | 0     | 0     | 0     | 0        | 0     | 1     | 0        | 0           | .000  | 95    | 20.2     | 23       | 6           | 11       | 1     | 2        | 23       | 1     | 0        | 19    | 17       | 7.40     | 1.65    |

### 記録
NPB投手記録
- 初登板：2004年6月26日、対広島東洋カープ12回戦（広島市民球場）、6回裏に4番手で救援登板、2回無失点
- 初奪三振：同上、6回裏に緒方孝市から空振り三振
- 初先発：2004年7月7日、対読売ジャイアンツ15回戦（東京ドーム）、5回1/3を5失点
- 初勝利・初完投勝利：2004年7月17日、対広島東洋カープ15回戦（横浜スタジアム）、9回1失点

NPB打撃記録
- 初安打：2004年8月15日、対読売ジャイアンツ22回戦（東京ドーム）、3回表に佐藤宏志から二塁バントヒット
- 初打点：2005年7月30日、対広島東洋カープ12回戦（広島市民球場）、2回表にマイク・ロマノから遊撃適時内野安打

### 背番号
- 50 （2004年 - 2005年）
- 62 （2006年）
- 26 （2007年）
- 31 （2008年）
- 57 （2010年）

### 登録名
- セドリック （2004年 - 2005年）
- バワーズ （2006年）